# Sphaeralcyon weddellensis
Sphaeralcyon weddellensis is een zachte koraalsoort uit de familie Alcyoniidae. De koraalsoort komt uit het geslacht Sphaeralcyon. Sphaeralcyon weddellensis werd in 2000 voor het eerst wetenschappelijk beschreven door Lopez Gonzalez & Gili. 